# Daimler SP250
Daimler SP250 är en sportbil, tillverkad av den brittiska biltillverkaren Daimler Motor Company mellan 1959 och 1964.

## Daimler SP250
Under 1950-talet insåg Daimler att de skulle få svårt att överleva genom att bara bygga sina traditionella, konservativt formgivna lyxbilar. I ett försök att bredda utbudet tog företaget fram en liten sportbil av den typ som andra brittiska tillverkare haft framgång med på den viktiga USA-marknaden.
Bilen introducerades på bilsalongen i New York 1959 under namnet Daimler Dart, men sedan Chrysler Corporation meddelat att man ägde rätten till modellnamnet Dart ändrades detta till Daimler SP250. Bilen byggdes på en separat ram som var mycket lik Triumph TR3. Den hade gammaldags stel bakaxel upphängd i längsgående bladfjädrar, men bromsarna var mycket moderna med skivor runt om. Eftersom man inte räknade med så stor årsproduktion beslutade Daimler att spara in på dyra pressverktyg och istället tillverkades karossen i glasfiberarmerad plast. Motorn var en liten V8 som konstruerats av Edward Turner. Den hade hemisfäriska förbränningsrum och stötstångsstyrda ventiler och fanns även i en större version för limousinen Daimler Majestic.
Sedan Daimler köpts upp av Jaguar 1960 hamnade SP250 på undantag. Modellen konkurrerade med Jaguars egna sportbilar och tillverkningen avslutades tidigt 1964. Motorn levde dock vidare i den Jaguar-baserade 2½ litre-modellen.